# Ciabòt

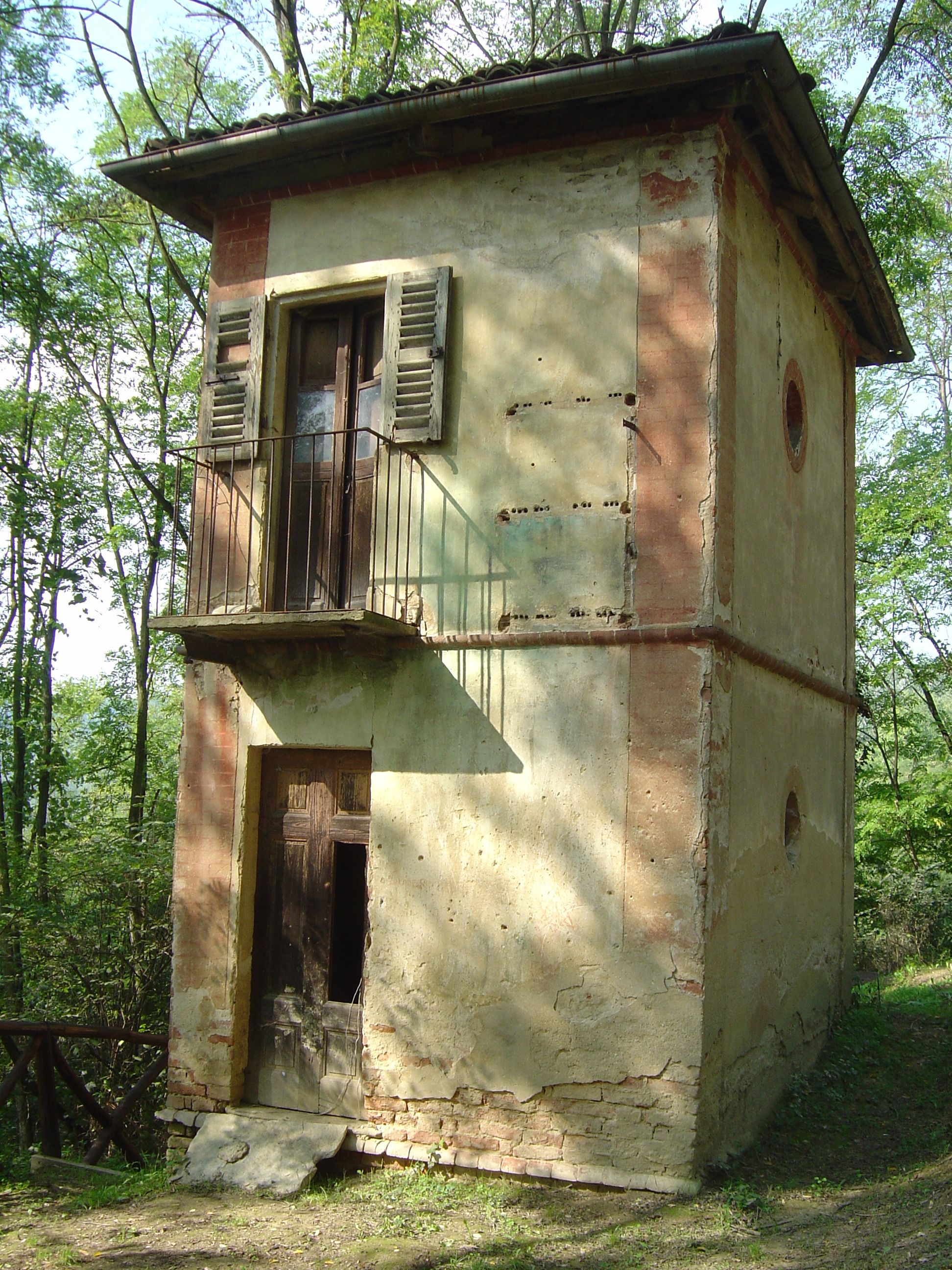
Il Ciabòt Calorio situato nel comune di Montà.

Il ciabòt è un piccolo fabbricato caratteristico dei vigneti piemontesi o di altri terreni agricoli o forestali  e che nasce da un insieme di necessità, tipicamente legate al lavoro della viticoltura.

## Perché il ciabòt

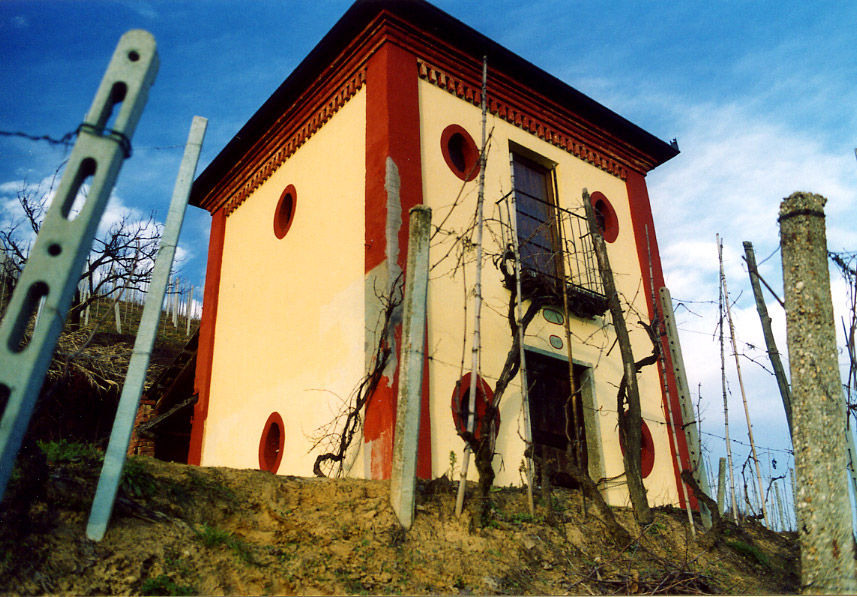
Altro esempio di ciabòt.

Un primo carattere di necessità è dato da un fattore di natura geografica: la localizzazione dei vigneti. Prima dell'avvento della macchina agricola (trattore) il tempo di trasferimento ai vigneti era dell'ordine dei 30/40 minuti. Questa distanza non permetteva ai contadini di rientrare nell'arco della giornata alle proprie abitazioni, lasciandoli esposti ai mutamenti atmosferici per tutto il giorno. Da qui la necessità di creare un riparo dal sole e dalla pioggia.
Un secondo tipo di esigenza nasce dalla difficoltà di reperire e conservare l'acqua per i momenti di necessità. In alcuni momenti dell'anno la siccità prolungata rende necessaria l'irrigazione dei “piedi” delle viti. L'acqua viene poi utilizzata per preparare le soluzioni di verderame ed altri antiparassitari.
La copertura del ciabòt diventa così funzionale alla raccolta dell'acqua piovana che viene convogliata dai pluviali all'interno dei pozzi.
Un terzo tipo di esigenza nasce dalla necessità di avere un presidio, una piccola abitazione nel vigneto, specialmente durante i periodi dell'anno in cui si concentrava gran parte del lavoro del vigneto.
Questo ha permesso la nascita di strutture più elaborate, a più piani, con la presenza all'interno del camino e arredi minimi.

## Storia e architettura
Dapprima semplici frasche o stocchi di granoturco disposte a forma di capanno, i ciabòt si evolsero da strutture instabili e temporanee in costruzioni in legno o in muratura. Derivano le loro linee dalle forme architettoniche approdate nei centri urbani, trasformandole, adattandole, alle esigenze dei contadini. Spesso sono presenti decorazioni, intonaci, modanature. Risalgono per la maggior parte alla fine del 1800.
Nel tempo divengono uno strumento per rendere pubblico un certo benessere economico, un certo potere.
La destinazione d'uso tradizionale del ciabòt è stata negli anni abbandonata per la diffusione delle macchine agricole che consentono spostamenti più veloci, riducendo il bisogno di avere un ripostiglio per gli attrezzi da lavoro. 
Dal 2003 l'Enoteca Regionale del Roero ha istituito un premio: "Roero: vino e territorio - Estetica del paesaggio agrario", che premia il recupero estetico delle strutture contadine.

## Langhe, Roero e Monferrato
La quasi totalità dei vigneti dei territori di Langhe, Roero e Monferrato è accompagnata da queste costruzioni che si differenziano molto le une dalle altre, da fabbricati semplici a strutture elaborate, a più piani, stanze separate, spesso accompagnate da decorazioni, intonaci e modanature.

## Galleria d'immagini

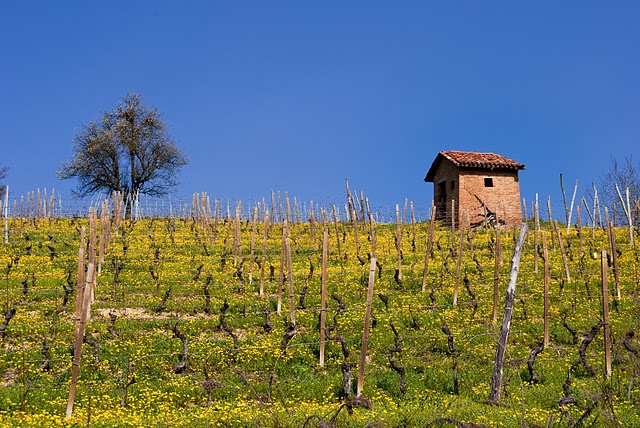
Ciabòt tra Priocca e Govone
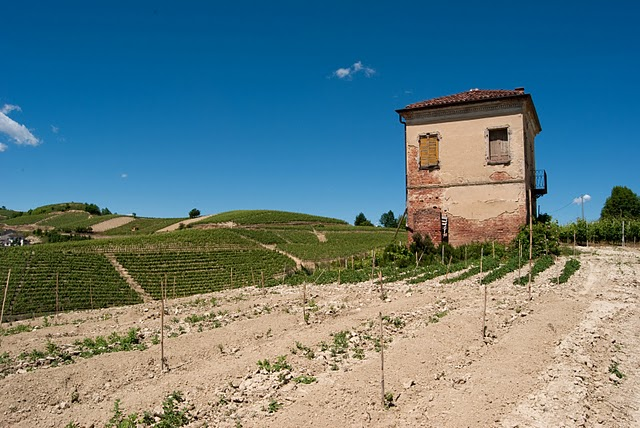
Ciabòt tra Canale e Cisterna
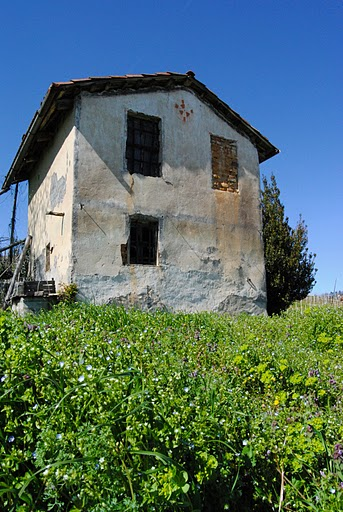
Ciabòt a Monteu Roero

Ciabòt a Montaldo Roero
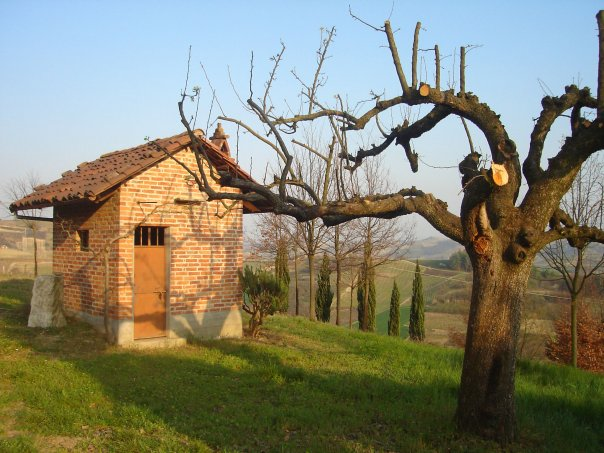
Ciabòt a Canale
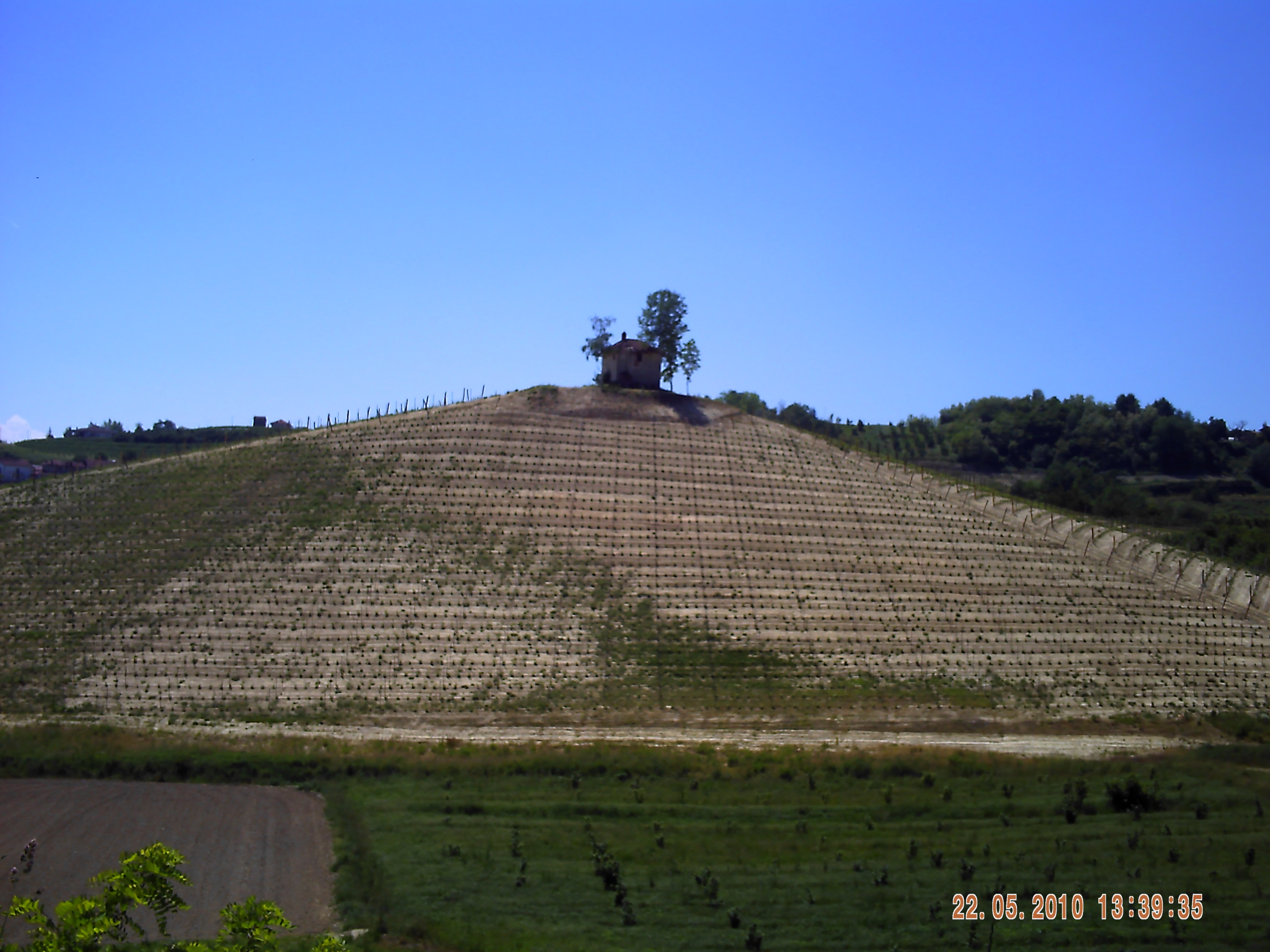
Ciabòt sulla sommità di una collina vicino a Monteu Roero